# آرتور میکائلیان
آرتور میکائلیان (ارمنی: Արթուր Միքայելյան؛ یونانی: Αρτούρ Μικαελιάν; زادهٔ ۸ مارس ۱۹۷۰ در وانادزور) یک بوکسور آماتور اهل ارمنستان-یونان است که در برنده مدال برنز در مسابقات جهانی بوکس آماتور سال ۱۹۹۵ در دسته شد. در سال ۱۹۹۷ به یونان نقل مکان نمود و در بازی‌های المپیک تابستانی ۲۰۰۰ برای این کشور به رقابت پرداخت. وی همچنین در بازی‌های مدیترانه سال ۲۰۰۱ برنده مدال برنز و در جام آکروپلیس سال ۲۰۰۲ برنده مدال طلا شد.